# Pattinaggio di velocità ai V Giochi olimpici invernali - 1500 m maschile
La competizione dei 1500 m maschili di pattinaggio di velocità dei V Giochi olimpici invernali si è svolta il giorno 2 febbraio 1948  sulla pista del Badrutts-Park.

## Risultati
| Pos.    | Atleta             | Nazione        | Tempo  |
| ------- | ------------------ | -------------- | ------ |
| Oro     | Sverre Farstad     | Norvegia       | 2'17"6 |
| Argento | Åke Seyffarth      | Svezia         | 2'18"1 |
| Bronzo  | Odd Lundberg       | Norvegia       | 2'18"9 |
| 4       | Lauri Parkkinen    | Finlandia      | 2'19"6 |
| 5       | Harry Jansson      | Svezia         | 2'20"0 |
| 6       | John Werket        | Stati Uniti    | 2'20"2 |
| 7       | Kalevi Laitinen    | Finlandia      | 2'20"3 |
| 8       | Göthe Hedlund      | Svezia         | 2'20"7 |
| 9       | Kees Broekman      | Paesi Bassi    | 2'21"0 |
| 10      | Gunnar Konsmo      | Norvegia       | 2'21"2 |
| 10      | Iván Ruttkay       | Ungheria       | 2'21"2 |
| 12      | Antero Ojala       | Finlandia      | 2'21"4 |
| 13      | Jan Langedijk      | Paesi Bassi    | 2'21"9 |
| 14      | Kornél Pajor       | Ungheria       | 2'22"2 |
| 15      | Janós Kilián       | Ungheria       | 2'22"5 |
| 16      | Ivar Martinsen     | Norvegia       | 2'22"6 |
| 17      | Mats Bolmstedt     | Svezia         | 2'22"8 |
| 18      | Henry Howes        | Gran Bretagna  | 2'23"0 |
| 19      | Lee Hyo-Chang      | Corea del Sud  | 2'23"3 |
| 20      | Raymond Blum       | Stati Uniti    | 2'23"4 |
| 21      | Pentti Lammio      | Finlandia      | 2'23"9 |
| 22      | Kenneth Henry      | Stati Uniti    | 2'24"6 |
| 23      | Bruce Peppin       | Gran Bretagna  | 2'24"7 |
| 24      | Antonius Huiskes   | Paesi Bassi    | 2'25"0 |
| 25      | Adrianus de Koning | Paesi Bassi    | 2'25"3 |
| 26      | Vladimír Kolář     | Cecoslovacchia | 2'25"6 |
| 27      | Frank Stack        | Canada         | 2'25"7 |
| 28      | Robert Fitzgerald  | Stati Uniti    | 2'27"0 |
| 29      | Albert Hardy       | Canada         | 2'28"5 |
| 30      | Dennis Blundell    | Gran Bretagna  | 2'29"2 |
| 31      | Choi Yong-Jin      | Corea del Sud  | 2'29"8 |
| 32      | Gordon Audley      | Canada         | 2'30"0 |
| 32      | Enrico Musolino    | Italia         | 2'30"0 |
| 34      | Giorgio Cattaneo   | Italia         | 2'30"5 |
| 34      | Hanspeter Vogt     | Svizzera       | 2'30"5 |
| 36      | Guido Caroli       | Italia         | 2'30"9 |
| 36      | Lee Jong-Guk       | Corea del Sud  | 2'30"9 |
| 38      | Max Stiepl         | Austria        | 2'31"2 |
| 39      | Gedeon Ladányi     | Ungheria       | 2'31"3 |
| 40      | Gustav Slanec      | Austria        | 2'31"9 |
| 41      | Thomas Ross        | Gran Bretagna  | 2'32"6 |
| 42      | Rudolf Kleiner     | Svizzera       | 2'33"0 |
| 43      | Josef Rogger       | Svizzera       | 2'34"7 |
| 44      | Ferdinand Preindl  | Austria        | 2'38"6 |
| 45      | Pierre Huylebroeck | Belgio         | 2'40"2 |